# Музей провинции Хэйлунцзян
Музей провинции Хэйлунцзян — государственный музей китайской провинции Хэйлунцзян, расположенный в городе Харбин.

## Расположение
Расположен с западной стороны Центральной площади на проспекте Маньчжоули и проспекте Красной Армии, д. №50.

## История
Был построен в 1904 году. Раньше в этом здании располагался один из первых магазинов «Москва». Позже часть магазинов заняли Коммерческий банк и почтовое отделение. В июне 1923 года Общество изучения культуры Восточной провинции арендовали несколько залов под выставку, затем общеобразовательную школу КВЖД. После освобождения Китая тут расположился музей провинции Хэйлунцзян.

## Архитектура
Крыша построена в классическом французском стиле, в форме вздутых прямоугольников темно-красного цвета.  Здание состоит из трёх главных частей (две боковые и одна центральная) и двух крыльев, которые в свою очередь были разбиты ещё на пять отдельных частей в виде отдельных магазинчиков, каждый из которых имел свой выход на улицу и лестницу.

## Описание
Площадь — 12 000 м2. В нём собрано более 107 тыс. экспонатов. Среди них выставлены теменная и берцовая кости древнего человека, что подтвердило нахождение людей  на территории провинции Хэйлунцзян 20 000 лет назад. Также выставлены шелковые ткани, найденные при раскопках захоронения императора Ци династии Цзинь в селе Цзюйюань города Ачен. В музее расположено три выставочных зала: в первом — древние исторические реликвии провинции Хэйлунцзян, второй зал посвящён животным, а третий — древним животным.